# Гетиня
Гети́ня — село в Пийтерфолвівській сільській громаді Берегівського району Закарпатської області України.

## Історія
Роком заснування села вважається 1241 рік, коли воно згадується в угорських літописах під назвами Hetény, Tiszahetény.
Про походження назви села існує легенда, яка, однак, навряд чи відповідає дійсності. Легенда говорить, що на території теперішнього села була колись невеличка тоня — хутір. Жили там родаки одної ciм'ї. Було серед них більше хлопців, які женилися, приводили невісток, будували собі нові хижі й переселялися жити туди, окремо. Так виникло ciм хижин. Раз один із них, певно їх батько, пішов до пана Фогорашія, якому належали вci землі коло Тиси. Щось йому треба було. Почали говорити. Айбо пан бесідував лише по-мадярськи, а селянин по-мадярськи не знав, лем пару слів. Пан звідає того чоловіка, звідки він, де живе, як звуть його село. А той відповідає, що живе на Tонi, де всього декілька хиж.
Той відповідає, скільки саме.
- Нас там семеро… сім хиж. — І по-мадярськи. — Гетен…
- Ага, гетен! — повторив пан. І дав наказ писареві записати в книгу назву нового села — Гетиня, від слова «гетен» .
3 часом довкола хутора справді виросло село, що мало назву спочатку Гетень, згодом, за радянської влади, Гетеня, а з часом трансформувалося в Гетиня.
В «Шематизмі всіх шкіл Підкарпатської Русі» (Мукачево 1925 рік, сторінка 159) сказано, що в Гетені в 1853 році є греко-католицька народна школа з руською мовою навчання. Учитель Петро Добра. Протягом багатьох років у селі були проблеми з учительськими кадрами. Так, в архіві о. Даниїла Бендаса вдалося знайти матеріал про конкурс на заміщення вакантної посади вчителя в Гетені в 1904 році. Що ж пропонували вчителю, крім пристойної квартири і городу: 4 голди орної землі, пасовище на 6 голів худоби, 44 віка (віко — міра зерна приблизно 25-30 літрів), 120 корон зарплати, 20 корон за релігійні треби, 502 корони державної підтримки.
Гетиня стала кабачковою столицею, якщо не Закарпаття, то Виноградівщини точно. Жителі села настільки освоїли і розвинули цю галузь, що їм немає рівних.
Церква св. арх. Михайла. 1921.
У 1739 р. землевласник Сиґизмунд Спитай подарував землю для будівництва дерев'яної церкви. У 1751 р. згадується дерев'яна церква св. арх. Михайла, вкрита соломою, з одним дзвоном, бідно забезпечена образами. Покриття потрібно було нове, «бо дождь много раз на олтарь протікає і образи і ілатион помочить». У 1847 р. знову згадано дерев'яну церкву, а остання згадка походить з 1923 р. Нині в селі — типова мурована церква. Іконостас з 49 іконами кінця XVIII ст., а також картину на дошці «Св. Павло з мечем» було перенесено зі старої церкви. З XIX ст. походять картини «Христос на Синайській горі» та вівтарна «Чудотворна ікона Марії Повчанської». Ікони іконостасу перемальовано в середині 1980-х років. Малювання в інтер'єрі здійснили у 1950-х роках.
Топоніми Гетині:
Вишній кінець, Нижній кінець, Лошкод, Тонянська рампа, П'ять тополь, Бабина гряда, Гідош. 

## Населення
Згідно з переписом УРСР 1989 року чисельність наявного населення села становила 816 осіб, з яких 404 чоловіки та 412 жінок.
За переписом населення України 2001 року в селі мешкали 753 особи.

### Мова
Розподіл населення за рідною мовою за даними перепису 2001 року:
| Мова       | Відсоток |
| ---------- | -------- |
| українська | 97,61 %  |
| угорська   | 1,73 %   |
| російська  | 0,53 %   |
| вірменська | 0,13 %   |

## Туристичні місця
- храм св. арх. Михайла. 1921.
- кабачкова столиця
- берег Тиси, острови
- урочище Веседфола (зникле село)